# Stade Briochin
Stade Briochin – francuski klub piłkarski z siedzibą w Saint-Brieuc założony w 1904 roku. Swoje mecze rozgrywa na Stade Fred Aubert o pojemności 13500 widzów.

## Linki zewnętrzne

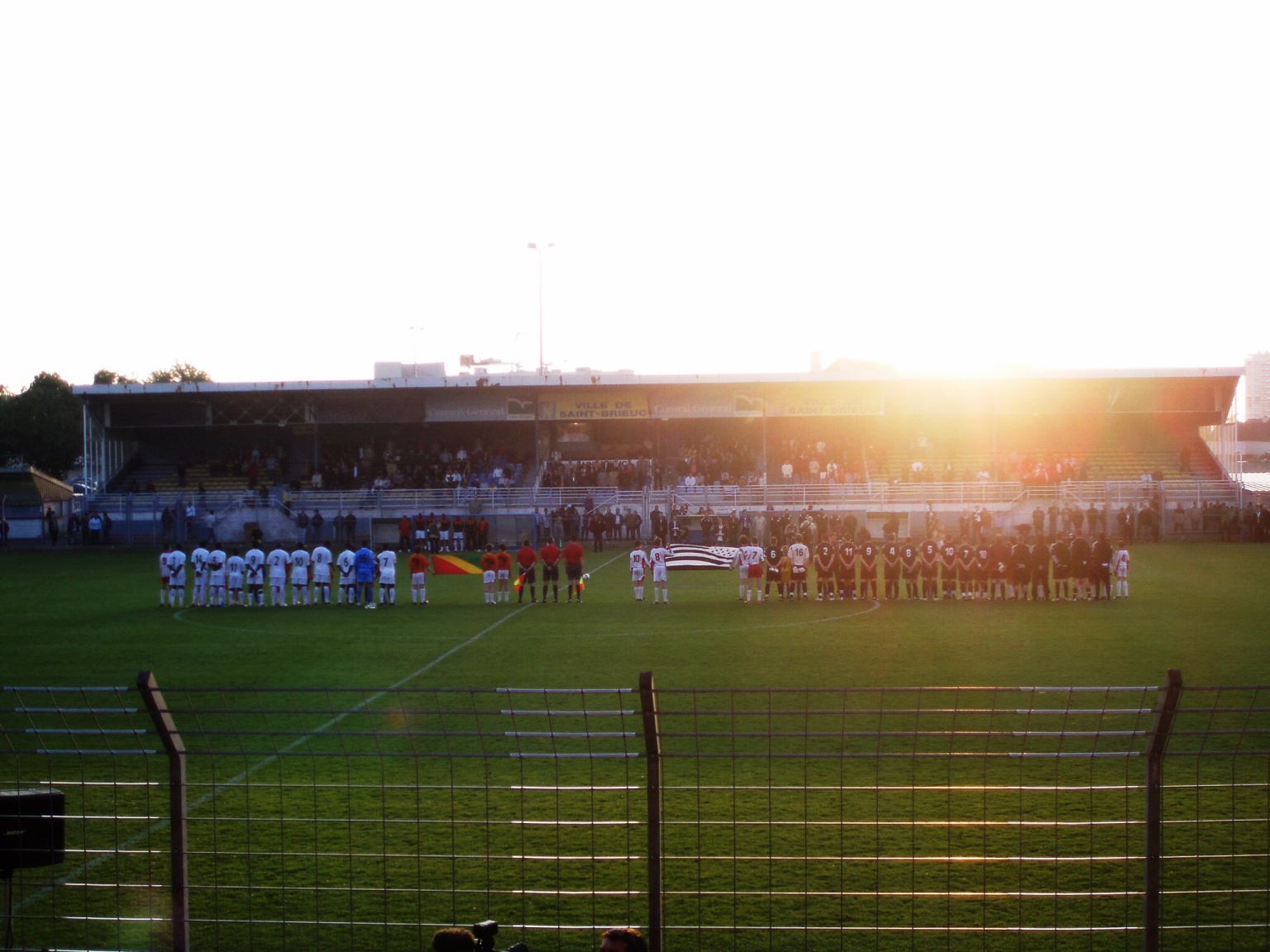
Mecz Bretania-Kongo w 2008 roku rozegrany na stadionie klubu